# Championnat de Russie de football 2012-2013
Navigation
Édition précédente Édition suivante
La saison 2012-2013 de Premier-Liga est la vingt-et-unième édition de la première division russe. C'est la deuxième édition à suivre un calendrier « automne-printemps » à cheval sur deux années civiles.
Le Zénith Saint-Pétersbourg, double champion en titre, tente de conserver son titre face aux quinze autres meilleurs clubs du pays.
À une journée de la fin du championnat, c'est le CSKA Moscou qui remporte le titre, le quatrième de son histoire.

## Clubs participants
CSKA Moscou
Dynamo Moscou
Lokomotiv Moscou
Spartak Moscou
Un total de seize équipes participent au championnat, quatorze d'entre elles étant déjà présentes la saison précédente, auxquelles s'ajoutent deux promus de deuxième division que sont l'Alania Vladikavkaz et le Mordovia Saransk, qui remplacent le Spartak Naltchik et le Tom Tomsk, relégués la saison précédente.
Parmi ces clubs, les quatre équipes moscovites du CSKA, du Dynamo du Lokomotiv et du Spartak ainsi que le Krylia Sovetov Samara sont les seuls à n'avoir jamais été relégués. En dehors de ceux-là, le Zénith Saint-Pétersbourg évolue continuellement dans l'élite depuis 1996 tandis que le Rubin Kazan (2003), l'Amkar Perm (2004), l'Akhmat Grozny (2008) et le FK Rostov (2009) sont présents depuis les années 2000.
Légende des couleurs
- Phase de groupes de la Ligue des champions 2012-2013
- Troisième tour de qualification de la Ligue des champions 2012-2013
- Barrages de la Ligue Europa 2012-2013
- Troisième tour de qualification de la Ligue Europa 2012-2013
- Deuxième tour de qualification de la Ligue Europa 2012-2013
- Promu de deuxième division 2011-2012

| Club                     | Présent depuis | Classement 2011-2012 | Entraîneur              | Stade           | Capacité théorique |
| ------------------------ | -------------- | -------------------- | ----------------------- | --------------- | ------------------ |
| Zénith Saint-Pétersbourg | 1996           | 1er                  | Luciano Spalletti       | Stade Petrovski | 21 570             |
| Spartak Moscou           | 1992           | 2e                   | Valeri Karpine          | Stade Loujniki  | 78 360             |
| CSKA Moscou              | 1992           | 3e                   | Leonid Sloutski         | Stade Loujniki  | 78 360             |
| Dynamo Moscou            | 1992           | 4e                   | Dan Petrescu            | Stade Dynamo    | 36 540             |
| Anji Makhatchkala        | 2010           | 5e                   | Guus Hiddink            | Stade Dinamo    | 16 863             |
| Rubin Kazan              | 2003           | 6e                   | Kurban Berdyev          | Stade central   | 30 133             |
| Lokomotiv Moscou         | 1992           | 7e                   | Slaven Bilić            | Stade Lokomotiv | 28 810             |
| Kouban Krasnodar         | 2011           | 8e                   | Leonid Kuchuk           | Stade Kouban    | 35 200             |
| FK Krasnodar             | 2011           | 9e                   | Slavoljub Muslin        | Stade Kouban    | 35 200             |
| Amkar Perm               | 2004           | 10e                  | Roustem Khouzine        | Stade Zvezda    | 19 500             |
| Terek Grozny             | 2008           | 11e                  | Stanislav Tchertchessov | Akhmad Arena    | 30 597             |
| Krylia Sovetov Samara    | 1992           | 12e                  | Gadji Gadjiev           | Stade Metalurg  | 33 004             |
| FK Rostov                | 2009           | 13e                  | Miodrag Božović         | Olimp-2         | 15 842             |
| Volga Nijni Novgorod     | 2011           | 14e                  | Yuriy Kalitvintsev (en) | Stade Lokomotiv | 17 856             |
| Mordovia Saransk         | 2012           | 1er (D2)             | Dorinel Munteanu        | Stade Start     | 11 613             |
| Alania Vladikavkaz       | 2012           | 2e (D2)              | Valeri Gazzaev          | Stade Spartak   | 32 264             |

1. 1 2 3 4 5  N'est ici comptée que la période depuis la fondation du championnat russe en 1992, indépendamment de l'éventuelle présence dans l'ancien championnat soviétique dont il est le successeur.

### Changements d'entraîneur
| Club                  | Entraîneur partant                 | Motif du départ          | Date de départ   | Position   | Entraîneur arrivant                | Date d'arrivée   |
| --------------------- | ---------------------------------- | ------------------------ | ---------------- | ---------- | ---------------------------------- | ---------------- |
| Lokomotiv Moscou      | José Couceiro                      | Fin de contrat           | 14 mai 2012      | Pré-saison | Slaven Bilić                       | 14 mai 2012      |
| Volga Nijni Novgorod  | Dmitri Cheryshev                   | Renvoi                   | 7 juin 2012      | Pré-saison | Gadji Gadjiev                      | 7 juin 2012      |
| Spartak Moscou        | Valeri Karpine                     | Démission                | 10 juin 2012     | Pré-saison | Unai Emery                         | 10 juin 2012     |
| Amkar Perm            | Miodrag Božović                    | Départ pour le FK Rostov | 11 juin 2012     | Pré-saison | Roustem Khouzine                   | 11 juin 2012     |
| FK Rostov             | Anatoli Baïdatchnyi                | Renvoi                   | 11 juin 2012     | Pré-saison | Miodrag Božović                    | 11 juin 2012     |
| Dynamo Moscou         | Sergueï Silkine (en)               | Démission                | 6 août 2012      | 16e        | Dan Petrescu                       | 17 août 2012     |
| Kouban Krasnodar      | Dan Petrescu                       | Démission                | 14 août 2012     | 8e         | Iouri Krasnojan                    | 16 août 2012     |
| Dynamo Moscou         | Vladimir Gazzaïev (en)             | Démission                | 14 novembre 2012 | 15e        | Valeri Gazzaev                     | 14 novembre 2012 |
| Krylia Sovetov Samara | Andreï Kobelev                     | Démission                | 15 novembre 2012 | 12e        | Aleksandr Tsygankov (en) (intérim) | 15 novembre 2012 |
| Mordovia Saransk      | Fiodor Chtcherbatchenko (en)       | Consentement mutuel      | 19 novembre 2012 | 16e        | Vladimir Bibikov (intérim)         | 19 novembre 2012 |
| Spartak Moscou        | Unai Emery                         | Renvoi                   | 25 novembre 2012 | 7e         | Valeri Karpine                     | 26 novembre 2012 |
| Mordovia Saransk      | Vladimir Bibikov (intérim)         | Fin de l'intérim         | 28 décembre 2012 | 16e        | Dorinel Munteanu                   | 28 décembre 2012 |
| Kouban Krasnodar      | Iouri Krasnojan                    | Renvoi                   | 8 janvier 2013   | 4e         | Leonid Kuchuk                      | 9 janvier 2013   |
| Volga Nijni Novgorod  | Gadji Gadjiev                      | Démission                | 19 janvier 2013  | 13e        | Yuriy Kalitvintsev (en)            | 19 janvier 2013  |
| Krylia Sovetov Samara | Aleksandr Tsygankov (en) (intérim) | Fin de l'intérim         | 27 janvier 2013  | 14e        | Gadji Gadjiev                      | 27 janvier 2013  |

## Compétition

### Classement
Le classement est établi sur le barème classique de points (victoire à 3 points, match nul à 1, défaite à 0).
Pour départager les équipes à égalité de points, on utilise les critères suivants :
1. Le nombre de matchs gagnés.
2. Les confrontations directes (Points, Matchs gagnés, Différence de buts, Buts marqués, Buts marqués à l'extérieur)
3. Différence de buts générale
4. Buts marqués (général)
5. Buts marqués à l'extérieur (général)
6. Position dans le championnat précédent ou match d'appui

| Rang | Équipe                     | Pts | J  | G  | N | P  | Bp | Bc | Diff |
| ---- | -------------------------- | --- | -- | -- | - | -- | -- | -- | ---- |
| 1    | CSKA Moscou C              | 64  | 30 | 20 | 4 | 6  | 49 | 22 | +27  |
| 2    | Zénith Saint-Pétersbourg T | 62  | 30 | 18 | 8 | 4  | 50 | 24 | +26  |
| 3    | Anji Makhatchkala          | 53  | 30 | 15 | 8 | 7  | 43 | 32 | +11  |
| 4    | Spartak Moscou             | 51  | 30 | 15 | 6 | 9  | 48 | 39 | +9   |
| 5    | Kouban Krasnodar           | 51  | 30 | 14 | 9 | 7  | 47 | 28 | +19  |
| 6    | Rubin Kazan                | 50  | 30 | 15 | 5 | 10 | 36 | 24 | +12  |
| 7    | Dynamo Moscou              | 48  | 30 | 14 | 6 | 10 | 41 | 33 | +8   |
| 8    | Terek Grozny               | 48  | 30 | 14 | 6 | 10 | 33 | 38 | -5   |
| 9    | Lokomotiv Moscou           | 43  | 30 | 12 | 7 | 11 | 36 | 33 | +3   |
| 10   | FK Krasnodar               | 42  | 30 | 12 | 6 | 12 | 45 | 36 | +9   |
| 11   | Amkar Perm                 | 29  | 30 | 7  | 8 | 15 | 31 | 49 | -18  |
| 12   | Volga Nijni Novgorod       | 29  | 30 | 7  | 8 | 15 | 27 | 43 | -16  |
| 13   | FK Rostov                  | 29  | 30 | 7  | 8 | 15 | 25 | 38 | -13  |
| 14   | Krylia Sovetov Samara      | 28  | 30 | 7  | 7 | 15 | 27 | 47 | -20  |
| 15   | Mordovia Saransk P         | 20  | 30 | 5  | 5 | 20 | 28 | 54 | -26  |
| 16   | Alania Vladikavkaz P       | 19  | 30 | 4  | 7 | 19 | 25 | 51 | -26  |

Qualifications européennes
Ligue des champions 2013-2014
- Phase de groupes
- 3e tour de qualification pour non-champions

Ligue Europa 2013-2014
- Phase de groupes
- Barrages
- Troisième tour de qualification
- Deuxième tour de qualification

Relégation
- Barrage de promotion-relégation
- Relégation en Pervaja Liga

Abréviations
P : Promu de deuxième division
Abréviations
T : Tenant du titre

P : Promu de deuxième division

C : Vainqueur de la Coupe de Russie

### Résultats
Classement mis à jour le 2 juin 2013
| Résultats (▼dom., ►ext.)                                   | ALA | AMK | ANZ | CSKA | DYN | KRA | KRY | KUB | LOK | MOR | ROS | RUB | SPA | TER | VNN | ZEN |
| Alania Vladikavkaz                                         |     | 1-1 | 0-1 | 0-4  | 1-0 | 2-3 | 2-2 | 2-1 | 0-1 | 3-1 | 0-0 | 0-2 | 1-2 | 5-0 | 0-2 | 2-3 |
| Amkar Perm                                                 | 1-1 |     | 1-2 | 3-1  | 1-1 | 2-2 | 0-2 | 0-3 | 2-4 | 0-0 | 3-2 | 1-1 | 1-3 | 0-1 | 3-2 | 0-0 |
| Anzhi Makhatchkala                                         | 0-0 | 1-0 |     | 2-0  | 3-3 | 5-2 | 1-1 | 2-1 | 2-1 | 4-2 | 0-0 | 2-1 | 2-1 | 3-1 | 2-1 | 1-1 |
| CSKA Moscou                                                | 2-0 | 3-0 | 1-0 |      | 0-2 | 1-0 | 3-0 | 0-0 | 2-1 | 2-1 | 1-0 | 2-0 | 2-2 | 1-0 | 2-0 | 1-3 |
| Dynamo Moscou                                              | 2-0 | 3-2 | 0-2 | 0-0  |     | 1-1 | 1-0 | 1-2 | 1-0 | 3-1 | 1-0 | 3-0 | 0-4 | 1-2 | 0-0 | 3-0 |
| FK Krasnodar                                               | 2-0 | 2-1 | 4-0 | 0-1  | 2-0 |     | 0-3 | 2-1 | 3-1 | 6-1 | 0-0 | 2-1 | 0-1 | 3-0 | 2-0 | 0-2 |
| Krylia Sovetov Samara                                      | 2-1 | 0-2 | 1-2 | 0-2  | 1-2 | 2-2 |     | 2-1 | 0-1 | 0-2 | 0-2 | 3-1 | 0-5 | 1-1 | 0-1 | 2-2 |
| Kuban Krasnodar                                            | 0-0 | 4-0 | 1-0 | 1-3  | 1-1 | 2-1 | 4-1 |     | 0-0 | 1-0 | 1-0 | 0-0 | 2-2 | 2-1 | 6-2 | 2-2 |
| Lokomotiv Moscou                                           | 2-2 | 1-2 | 1-1 | 1-4  | 2-3 | 3-2 | 2-0 | 0-1 |     | 2-1 | 3-1 | 1-0 | 2-1 | 1-1 | 0-1 | 0-1 |
| Mordovia Saransk                                           | 1-1 | 1-1 | 2-0 | 0-3  | 1-2 | 0-0 | 2-3 | 0-3 | 2-3 |     | 3-0 | 1-3 | 2-1 | 1-1 | 1-3 | 0-3 |
| FK Rostov                                                  | 3-1 | 3-0 | 2-2 | 3-0  | 1-0 | 2-3 | 1-2 | 0-2 | 0-0 | 2-0 |     | 0-4 | 1-0 | 0-3 | 1-2 | 1-1 |
| Rubin Kazan                                                | 3-1 | 0-1 | 2-1 | 2-0  | 2-0 | 2-0 | 2-0 | 1-0 | 2-0 | 2-1 | 1-1 |     | 0-1 | 1-2 | 0-0 | 1-0 |
| Spartak Moscou                                             | 2-0 | 2-0 | 2-0 | 0-2  | 1-5 | 2-0 | 1-1 | 2-2 | 0-0 | 2-0 | 3-1 | 2-1 |     | 3-1 | 2-1 | 2-4 |
| Terek Grozny                                               | 1-0 | 2-1 | 1-0 | 1-2  | 1-2 | 1-0 | 4-1 | 2-2 | 0-3 | 2-1 | 2-1 | 0-0 | 2-1 |     | 2-0 | 0-3 |
| Volga Nijni Novgorod                                       | 1-0 | 1-1 | 0-3 | 2-3  | 1-0 | 1-1 | 1-1 | 0-2 | 0-2 | 0-2 | 1-1 | 1-2 | 1-1 | 1-1 |     | 1-2 |
| Zénith Saint-Pétersbourg                                   | 4-0 | 2-0 | 1-1 | 1-1  | 2-0 | 1-0 | 1-0 | 1-0 | 1-1 | 1-0 | 2-1 | 1-2 | 5-0 | 0-2 | 3-1 |     |
| - Victoire à domicile - Match nul - Victoire à l'extérieur |     |     |     |      |     |     |     |     |     |     |     |     |     |     |     |     |

### Barrages
À la fin de la saison, le 13e du championnat de première division affronte le 4e du championnat de Ligue nationale tandis que le 14e de première division affronte le 3e de ce même championnat. Les deux équipes de première ligue que sont le FK Rostov et le Krylia Sovetov Samara se maintiennent à l'issue de ces barrages.
| 30 mai 2013 | FK Rostov (D1)          | 2 - 0 | (D2) SKA-Energia Khabarovsk | Olimp-2, Rostov-sur-le-Don                     |                                                |
| 20h30 UTC+4 | Kanga 41e · Cociș 90+1e |       |                             | Spectateurs : 8 500 Arbitrage : Sergei Karasev | Spectateurs : 8 500 Arbitrage : Sergei Karasev |
| 20h30 UTC+4 | Rapport                 |       |                             | Spectateurs : 8 500 Arbitrage : Sergei Karasev | Spectateurs : 8 500 Arbitrage : Sergei Karasev |

| 3 juin 2013 | SKA-Energia Khabarovsk (D2) | 0 - 1   | (D1) FK Rostov | Stade Lénine, Khabarovsk                         |                                                  |
| 12h00 UTC+4 |                             |         | 65e Lazović    | Spectateurs : 12 200 Arbitrage : Maxim Layushkin | Spectateurs : 12 200 Arbitrage : Maxim Layushkin |
| 12h00 UTC+4 |                             | Rapport | 90e Kisenkov   | Spectateurs : 12 200 Arbitrage : Maxim Layushkin | Spectateurs : 12 200 Arbitrage : Maxim Layushkin |

| 30 mai 2013 | Krylia Sovetov Samara (D1)      | 2 - 0 | (D2) Spartak Naltchik | Stade Metalurg, Samara                                |                                                       |
| 18h30 UTC+4 | Caballero 20e (pen.) 42e (pen.) |       |                       | Spectateurs : 27 654 Arbitrage : Vladislav Bezborodov | Spectateurs : 27 654 Arbitrage : Vladislav Bezborodov |
| 18h30 UTC+4 | Rapport                         |       |                       | Spectateurs : 27 654 Arbitrage : Vladislav Bezborodov | Spectateurs : 27 654 Arbitrage : Vladislav Bezborodov |

| 3 juin 2013 | Spartak Naltchik (D2) | 2 - 5 | (D1) Krylia Sovetov Samara                              | Stade Spartak, Naltchik                                |                                                        |
| 19h00 UTC+4 | Siradze 86e 90e       |       | 33e 71e Angbwa · 55e 90+2e Portniaguine · 78e Makhmudov | Spectateurs : 11 000 Arbitrage : Aleksei Nikolaev (en) | Spectateurs : 11 000 Arbitrage : Aleksei Nikolaev (en) |
| 19h00 UTC+4 | Rapport               |       |                                                         | Spectateurs : 11 000 Arbitrage : Aleksei Nikolaev (en) | Spectateurs : 11 000 Arbitrage : Aleksei Nikolaev (en) |

## Statistiques
| Rang | Joueur                 | Club                        | Buts |
| ---- | ---------------------- | --------------------------- | ---- |
| 1    | Yura Movsisyan         | FK Krasnodar Spartak Moscou | 13   |
| 1    | Wanderson              | FK Krasnodar                | 13   |
| 3    | Lacina Traoré          | Anji Makhatchkala           | 12   |
| 4    | Ahmed Musa             | CSKA Moscou                 | 11   |
| 5    | Samuel Eto'o           | Anji Makhatchkala           | 10   |
| 5    | Aleksandr Kerjakov     | Zénith Saint-Pétersbourg    | 10   |
| 5    | Aleksandr Kokorin      | Dynamo Moscou               | 10   |
| 5    | Kevin Kurányi          | Dynamo Moscou               | 10   |
| 5    | Rouslan Moukhametchine | Mordovia Saransk            | 10   |
| 5    | Dame N'Doye            | Lokomotiv Moscou            | 10   |

| Rang | Joueur           | Club                    | Passes |
| ---- | ---------------- | ----------------------- | ------ |
| 1    | Joãozinho        | FK Krasnodar            | 14     |
| 2    | Balázs Dzsudzsák | Dynamo Moscou           | 10     |
| 3    | Mbark Boussoufa  | Anzhi Makhatchkala      | 9      |
| 4    | Alan Dzagoev     | CSKA Moscou             | 8      |
| 5    | Artyom Dziouba   | Spartak Moscou          | 7      |
| 5    | Alekseï Ionov    | Kouban Krasnodar        | 7      |
| 5    | Samuel Eto'o     | Anji Makhatchkala       | 7      |
| 5    | Blagoy Georgiev  | Terek Grozny Amkar Perm | 7      |

## Les 33 meilleurs joueurs de la saison
À l'issue de la saison, la fédération russe de football désigne les 33 meilleurs joueurs du championnat (ru).
Gardien
1. Igor Akinfeïev (CSKA Moscou)
2. Vladimir Gaboulov (Anji Makhatchkala)
3. Aleksandr Belenov (en) (Kouban Krasnodar)

Arrière droit
1. Aleksandr Anioukov (Zénith Saint-Pétersbourg)
2. Mário Fernandes (CSKA Moscou)
3. Rénat Ianbaïev (Zénith Saint-Pétersbourg/Lokomotiv Moscou)

Défenseur central droit
1. Vassili Bérézoutski (CSKA Moscou)
2. Christopher Samba (Anji Makhatchkala)
3. Leandro Fernández (Dynamo Moscou)

Défenseur central gauche
1. Sergueï Ignachevitch (CSKA Moscou)
2. Salvatore Bocchetti (Rubin Kazan/Spartak Moscou)
3. Nicolas Lombaerts (Zénith Saint-Pétersbourg)

Arrière gauche
1. Dmitri Kombarov (Spartak Moscou)
2. Cristian Ansaldi (Rubin Kazan)
3. Andreï Iechtchenko (Lokomotiv Moscou/Anji Makhatchkala)

Milieu défensif
1. Igor Denissov (Zénith Saint-Pétersbourg)
2. Lassana Diarra (Anji Makhatchkala)
3. Rasmus Elm (CSKA Moscou)

Milieu droit
1. Hulk (Zénith Saint-Pétersbourg)
2. Zoran Tošić (CSKA Moscou)
3. Gökdeniz Karadeniz (Rubin Kazan)

Milieu central
1. Roman Chirokov (Zénith Saint-Pétersbourg)
2. Roman Eremenko (Rubin Kazan)
3. Denis Glouchakov (Lokomotiv Moscou)

Milieu gauche
1. Alan Dzagoïev (CSKA Moscou)
2. Iouri Jirkov (Anji Makhatchkala)
3. Alekseï Ionov (Kouban Krasnodar)

Attaquant droit
1. Samuel Eto'o (Anji Makhatchkala)
2. Ahmed Musa (CSKA Moscou)
3. Yura Movsisyan (FK Krasnodar/Spartak Moscou)

Attaquant gauche
1. Aleksandr Kokorin (Dynamo Moscou)
2. Vágner Love (CSKA Moscou)
3. Aleksandr Kerjakov (Zénith Saint-Pétersbourg)